# Axonopus morronei
Axonopus morronei là một loài thực vật có hoa trong họ Hòa thảo. Loài này được Gir.-Cañas mô tả khoa học đầu tiên năm 1998.